# Centro nazionale di atletica leggera (Budapest)
Il Centro nazionale di atletica leggera (in ungherese: Nemzeti Atlétikai Központ) è uno stadio di atletica leggera a Budapest, in Ungheria. Ha ospitato i campionati mondiali di atletica leggera del 2023.
Il nuovo stadio è costruito sulla sponda orientale del Danubio a sud del centro di Budapest, con una capacità di 36.000 persone per i campionati, che sarà ridotta a 14.000 per gli eventi futuri.